# Сен-Никола-де-Бьеф
Сен-Никола́-де-Бьеф (фр. Saint-Nicolas-des-Biefs) — коммуна во Франции, находится в регионе Овернь. Департамент коммуны — Алье. Входит в состав кантона Ле-Мейе-де-Монтань. Округ коммуны — Виши.
Код INSEE коммуны — 03248.

## Население
Население коммуны на 2008 год составляло 181 человек.
| 1962 | 1968 | 1975 | 1982 | 1990 | 1999 | 2008 |
| ---- | ---- | ---- | ---- | ---- | ---- | ---- |
| 361  | 333  | 226  | 168  | 145  | 160  | 181  |

## Экономика
В 2007 году среди 109 человек в трудоспособном возрасте (15—64 лет) 51 были экономически активными, 58 — неактивными (показатель активности — 46,8 %, в 1999 году было 64,4 %). Из 51 активных работали 45 человек (29 мужчин и 16 женщин), безработных было 6 (3 мужчин и 3 женщины). Среди 58 неактивных 7 человек были учащимися или студентами, 26 — пенсионерами, 25 были неактивными по другим причинам.